# جایزه گلدن گلوب بهترین مجموعه تلویزیونی – درام
جایزه گلدن گلوب بهترین مجموعه تلویزیونی – درام (انگلیسی: Golden Globe Award for Best Television Series – Drama) یکی از جوایز سالانه‌ گلدن گلوب است که به بهترین مجموعه تلویزیونی درام اهدا میشود. مجموعه‌های مستند و مجموعه‌های تلویزیونی کوتاه نیز واجد شرایط دریافت این جایزه هستند.

## دهه ۲۰۰۰
- ۲۰۰۰: بال غربی 
  - سی‌اس‌آی
  - ئی‌آر
  - تمرین
  - سوپرانوز

- ۲۰۰۱: شش فوت زیر زمین 
  - ۲۴
  - آلیاس
  - سی‌اس‌آی
  - سوپرانوز
  - بال غربی

- ۲۰۰۲: سپر 
  - ۲۴
  - شش فوت زیر زمین
  - سوپرانوز
  - بال غربی

- ۲۰۰۳: ۲۴ 
  - سی‌اس‌آی
  - جراحی پلاستیک
  - شش فوت زیر زمین
  - بال غربی

- ۲۰۰۴: جراحی پلاستیک 
  - ۲۴
  - شاخه خشکیده درخت
  - لاست
  - سوپرانوز

- ۲۰۰۵: لاست
  - فرمانده کل قوا
  - آناتومی گری
  - فرار از زندان
  - روم

- ۲۰۰۶: آناتومی گری
  - ۲۴
  - عشق بزرگ
  - قهرمان‌ها
  - لاست

- ۲۰۰۷: مد من 
  - عشق بزرگ
  - خسارات
  - آناتومی گری
  - دکتر هاوس
  - تودورها

- ۲۰۰۸: مد من 
  - دکستر
  - دکتر هاوس
  - در حال معالجه
  - خون حقیقی

- ۲۰۰۹: مد من 
  - عشق بزرگ
  - دکستر
  - دکتر هاوس
  - خون حقیقی

## دهه ۲۰۱۰
- ۲۰۱۰: امپراتوری بوردواک 
  - دکستر
  - همسر خوب
  - مد من
  - مردگان متحرک

- ۲۰۱۱: میهن 
  - داستان ترسناک آمریکایی
  - امپراتوری بوردواک
  - رئیس
  - بازی تاج‌وتخت

- ۲۰۱۲: میهن 
  - امپراتوری بوردواک
  - برکینگ بد
  - دانتون ابی
  - اتاق خبر

- ۲۰۱۳: برکینگ بد 
  - دانتون ابی
  - همسر خوب
  - خانه پوشالی
  - کارشناسان سکس

- ۲۰۱۴: ماجرا 
  - دانتون ابی
  - بازی تاج‌وتخت
  - همسر خوب
  - خانه پوشالی

- ۲۰۱۵: آقای ربات 
  - امپراتوری
  - بازی تاج‌وتخت
  - نارکوها
  - غریبه

- ۲۰۱۶: تاج 
  - بازی تاج‌وتخت
  - چیزهای عجیب
  - این ما هستیم
  - وستورلد

- ۲۰۱۷: سرگذشت ندیمه 
  - تاج
  - بازی تاج‌وتخت
  - چیزهای عجیب
  - این ما هستیم

- ۲۰۱۸: آمریکایی‌ها 
  - محافظ شخصی
  - هوم‌کامینگ
  - کشتن ایو
  - ژست

- ۲۰۱۹: وراثت 
  - دورغ‌های کوچک بزرگ
  - تاج
  - کشتن ایو
  - برنامه صبحگاهی

## دهه ۲۰۲۰
- ۲۰۲۰: تاج 
  - لاوکرفت کانتری
  - مندلورین
  - اوزارک
  - رچد

- ۲۰۲۱: وراثت 
  - لوپن
  - برنامه صبحگاهی
  - ژست
  - بازی مرکب